# Chenmetneferhedjet I.

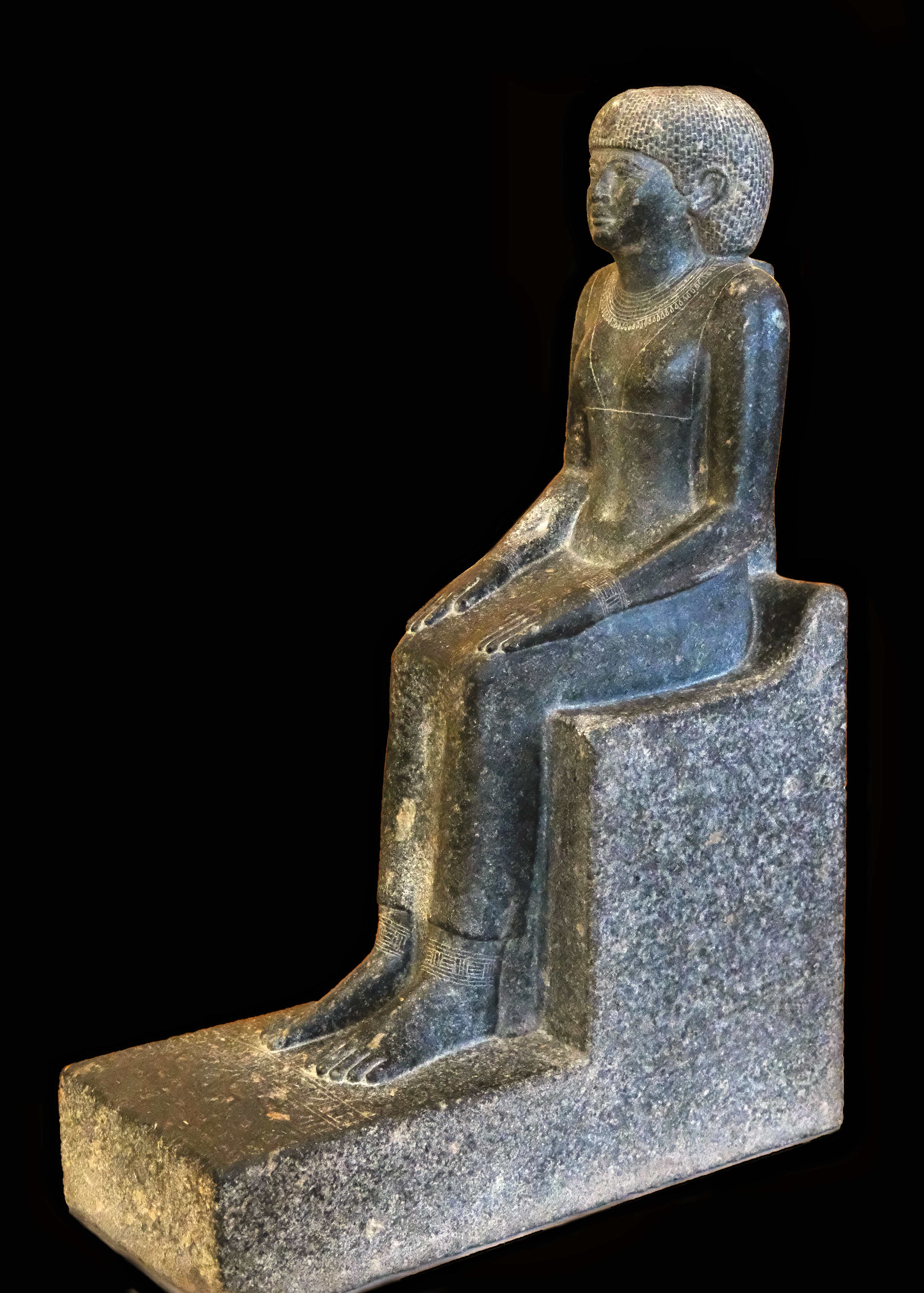
Statue der Chenmetneferhedjet I., Paris, Louvre, Inventarnummer E 32564.

Chenmetneferhedjet (I.) (auch Chenmet-nefer-hedjet) war eine altägyptische Königin der 12. Dynastie. Sie war die Gemahlin von Sesostris II. (regierte etwa 1901 bis 1882 v. Chr.) und die Mutter von Sesostris III. (regierte etwa 1882 v. Chr. bis um 1862 v. Chr.).
Über die Herkunft der Königin ist nichts bekannt. Sie trug unter anderem die Titel „Königsgemahlin“, „Königsmutter“ und den sonst im Mittleren Reich sehr seltenen Titel „Die etwas sagt, was dann für sie gemacht wird“. Chenmetneferhedjet ist wahrscheinlich in al-Lahun, neben der Pyramide ihres Gemahles Sesostris II. in einem eigenen Grab bestattet worden. In Dahschur, neben der Sesostris-III.-Pyramide, gibt es daneben noch eine Scheinpyramide für sie. Diese hatte einen kleinen Totentempel, der mit Reliefs dekoriert war, und eine Kammer, die aber viel zu klein für ein Begräbnis ist.
In der Forschung bereitete ihr Name einige Verwirrung, denn Chenmet-nefer-hedjet ist auch als Titel von Königinnen bezeugt. Dieser Bezeichnung folgt bei Chenmetneferhedjet in vielen Inschriften der Name „Weret“, Die Ältere. Dies gab Anlass zur Vermutung, dass Chenmetneferhedjet der Titel und Weret der Eigenname dieser Königin war. Die Relieffunde bei ihrer Scheinpyramide in Dahschur belegen aber, dass Chenmetneferhedjet in der Tat ihr Name war, da diese Bezeichnung dort manchmal als einzige steht. Weret ist daher als Zweitname oder Beiname zu verstehen.